# Haplostylus indicus
Haplostylus indicus är en kräftdjursart som först beskrevs av Hansen 1910.  Haplostylus indicus ingår i släktet Haplostylus och familjen Mysidae. Inga underarter finns listade i Catalogue of Life.